# Andabotoka
Andabotoka est une commune urbaine malgache située dans la partie sud-ouest de la région de Melaky.